# Mathieu Demy

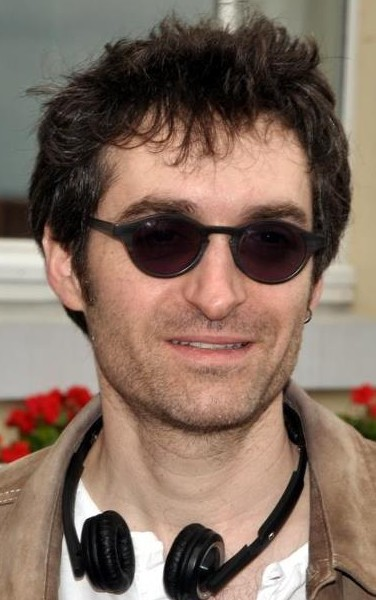
Mathieu Demy (2012)

Mathieu Demy (* 15. Oktober 1972 in Paris, Frankreich) ist ein französischer Schauspieler, Filmregisseur und Drehbuchautor.

## Leben
Mathieu Demy ist der Sohn von Agnès Varda und Jacques Demy. Seine Halbschwester ist die Kostümdesignerin Rosalie Varda. Sein Schauspieldebüt gab er 1977 in dem von seiner Mutter inszenierten Drama Die eine singt, die andere nicht. Nachdem er 1981 mit Menschengesichter erneut in einem Film seiner Mutter mitspielte, spielte er zum ersten Mal mit der Darstellung des Julien eine Hauptrolle in dem erneut von seiner Mutter inszenierten Drama Die Zeit mit Julien. Seitdem konnte er sich mit Filmen wie Hundert und eine Nacht, Wenn wir erwachsen sind und zuletzt den preisgekrönten Tomboy als Schauspieler etablieren.
Seit seinem Regiedebüt mit dem Kurzfilm Le plafond, für das er auch das Drehbuch schrieb, inszenierte er mehrere Kurzfilme und debütierte 2011 mit dem Drama Americano auch als Regisseur für Langspielfilme. Seit 2015 ist er als Regisseur an der Serie Büro der Legenden beteiligt.

## Filmografie (Auswahl)
- 1977: Die eine singt, die andere nicht (L’une chante, l’autre pas)
- 1981: Menschengesichter (Documenteur)
- 1987: Die Zeit mit Julien (Kung-fu master!)
- 1993: Unter freiem Himmel (À la belle étoile)
- 1995: Die Affäre Dreyfus (L’affaire Dreyfus)
- 1995: Hundert und eine Nacht (Les Cent et Une Nuits de Simon Cinéma)
- 1997: Frank – Was Sie schon immer über Heiratsschwindel wissen wollten (Arlette)
- 1998: Mein Freund Rachid (Mon copain Rachid)
- 2000: Café in Flammen (Le détour)
- 2000: Wenn wir erwachsen sind (Quand on sera grand)
- 2001: Unglaublich (Dieu est grand, je suis toute petite)
- 2003: Mister V. – Pferd ohne Reiter (Mister V.)
- 2003: Unsere lieben Kleinen (Nos enfants chéris)
- 2004: Stille Jagd (Le silence)
- 2008: La fille du RER
- 2010: Studentin, 19, sucht... (Mes chères études)
- 2011: Americano
- 2011: Tomboy
- seit 2015: Büro der Legenden (Le bureau des Légendes, Fernsehserie)
- 2020: DNA (ADN)
- 2020: They Were Ten (Ils étaient dix, Fernsehserie)
- 2022: Oussekine (Fernsehvierteiler)
- 2023: Club Zero
- 2024: Hundschuldig (Le procès du chien)
- 2024: La Pampa
- 2024: Die Barbaren – Willkommen in der Bretagne (Les barbares)
- 2025: La femme la plus riche du monde